# エーリヒ・レーダー
エーリヒ・ヨーハン・アルベルト・レーダー（ドイツ語 : Erich Johann Albert Raeder、1876年4月24日 - 1960年11月6日）は、ドイツの海軍軍人。ドイツ国防軍で海軍総司令官を務めた。最終階級は海軍元帥（大提督、Großadmiral）。
第一次世界大戦ではユトランド沖海戦など主要な作戦に参加、戦間期には海軍再建に尽力、第二次世界大戦では海軍総司令官としてドイツ海軍を指揮した。騎士鉄十字章受章。

## 生涯

### 帝政ドイツ海軍
1876年4月24日、レーダーはハンブルクのヴァンツベック（de:Hamburg-Wandsbek）で学校長の息子として生まれた。1894年4月、海軍兵学校に入校。練習船「シュトッシュ (Stosch)」、次いで「グナイゼナウ (Gneisenau)」で基礎訓練を積んだ後、1897年10月25日海軍少尉に任官。1900年4月9日、海軍中尉に昇進。1903年10月1日、海軍大学に入校。1905年3月21日、海軍大尉に昇進。
1906年4月1日、レーダーは海軍本部 (Reichsmarineamt) の通信部門に異動した。1908年から海上勤務に戻り、装甲巡洋艦ローン級「ヨルク (York) 」の航海長を務める。1910年9月15日、皇帝ヴィルヘルム2世の御召ヨット 「ホーエンツォレルン」へ異動。同在任中1911年4月15日、海軍少佐に昇進。1912年10月1日、大洋艦隊 (Hochseeflotte) の偵察艦隊（巡洋戦艦隊）司令官フランツ・フォン・ヒッパーの参謀長に就任した。
1914年の第一次世界大戦開戦時、レーダーはヒッパーの下で、1915年1月24日のドッガー・バンク海戦、1916年5月31日のユトランド沖海戦、主要な作戦に参加した。1917年4月26日、海軍中佐に昇進した。
1918年1月17日、レーダーは軽巡洋艦ケルン級「ケルン (Köln)」 の艦長に異動し大佐に昇進した。しかし、戦闘に加わることはなかった。1918年10月、海軍本部の管理部門に異動、1918年11月、ドイツ革命が勃発し、ヴァイマル共和国が成立、第一次世界大戦は終結した。

### 戦間期
戦後もレーダーは海軍本部の管理部門に残った。1919年11月29日、海軍大佐に昇進。1920年3月、ヴァイマル政府の転覆を目的としたカップ一揆が勃発した。陸軍将兵が反乱の中心であったが、海軍の将兵も参加していたため、鎮圧後に海軍へも追及が及んだ。アドルフ・フォン・トロータ海軍中将を始めとして多数の将校が逮捕された。レーダーは逮捕こそ免れたが、トロータとの関係が疑われ、1920年6月1日に戦史編纂課長へ左遷された。レーダーはこの機会に古今の戦史や政治経済を学んだ。1922年に研究成果として、自身も関わった第一次世界大戦における巡洋艦の戦史『海戦　1914年 - 1918年 (Der Krieg zur See 1914 - 1918) 』を出版した。

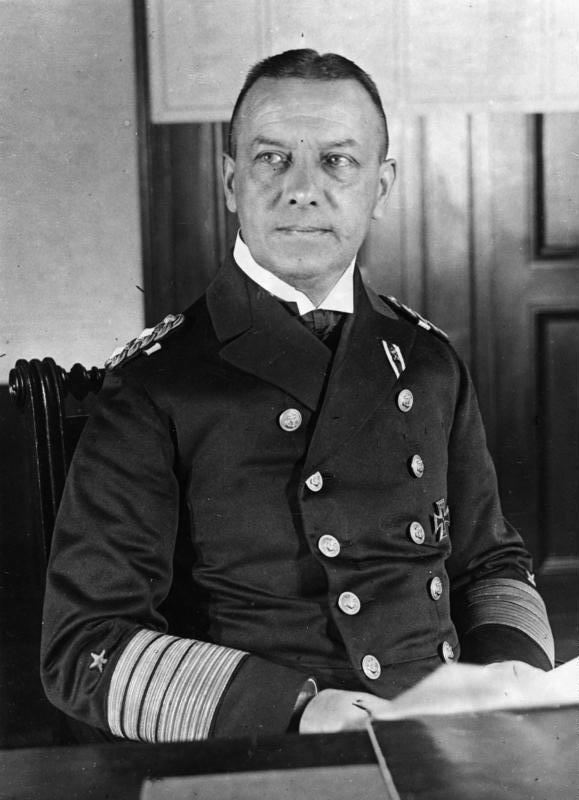
海軍統帥部長官就任直後のレーダー（1928年）

1922年6月20日、レーダーは海軍統帥部の本流である教育局監査官に返り咲いた。1922年8月1日、海軍少将に昇進。1924年9月19日、北海軽艦隊司令官に就任した。1925年9月10日、海軍中将に昇進。1925年10月1日、バルト海司令官に就任。1928年10月1日、海軍大将への昇進と同時に海軍統帥部長官 (Chef der Marineleitung der Reichswehr) に就任した。実権を握ったレーダーは海軍の再建を推進していった。ヴェルサイユ条約によってドイツ海軍の軍備は大きく制限されていたが、ポケット戦艦の開発など、戦力差を埋めるよう努力した。
1933年1月30日、アドルフ・ヒトラーが首相に就任した。ヒトラーは当初から再軍備を考えていたため、レーダーにヴェルサイユ条約軍事条項破棄を前提として以降の建艦計画を立てるよう命じた。1935年3月16日、ヒトラーは再軍備を宣言した。これによってレーダーは新生ドイツ海軍総司令官 (Oberbefehlshaber der Kriegsmarine) に任命された。1936年4月20日、レーダーは海軍上級大将に昇進した。これはレーダーの60歳の誕生日を前にヒトラーが送ったプレゼントだった。
1938年、レーダーは今後6年間で、イギリス海上兵力に対抗できる艦隊を創設するというZ計画を提示した。計画の概要は以下のとおりである。
- 戦艦10隻 - H級戦艦 (55,000t) 6隻。ビスマルク級戦艦(42,000t)2隻が着工済み。シャルンホルスト級戦艦(35,000t)2隻が建造済み[1]。
- 装甲艦15隻 - 新型装甲艦(20,000t)12隻。ドイッチュラント級装甲艦 (10,000t) 3隻が建造済み[1]。
- 航空母艦4隻 - グラーフ・ツェッペリン (20,000t) のみ着工済み[1]。
- 重巡洋艦5隻 - アドミラル・ヒッパー級重巡洋艦 (10,000t) 5隻が全て着工済み[1]。
- 軽巡洋艦20隻 - M級軽巡洋艦 (8,000t) 14隻未成。エムデン級軽巡洋艦 (6,000t) 1隻、K級軽巡洋艦 (7,200t) 3隻、ライプツィヒ級軽巡洋艦 (8,000t) 2隻の計6隻が建造済み[1]。
- 偵察巡洋艦6隻 - 5,000t級[1]。
- 駆逐艦及び水雷艇148隻
- Uボート249隻

しかし、計画はUボートによる通商破壊を重視し、決戦型艦隊の不要を唱える潜水艦隊司令官カール・デーニッツらの批判にさらされた。実際、当時の海軍予算から見てもZ計画は無理のあるものであったが、開戦が数年先と予測されていたことあり、計画はひとまず進められた。しかし、翌1939年のポーランド侵攻の開始によってZ計画は中絶されることとなった。ドイツ海軍は連合軍に対して海上戦力で劣勢のまま開戦を迎え、潜水艦による通商破壊戦を主軸に据えることとなった。
1939年4月1日、レーダーは海軍元帥に昇進した。これはドイツ海軍最高の階級であり、ナチス時代にはレーダーとデーニッツが任じられたのみである。

### 第二次世界大戦

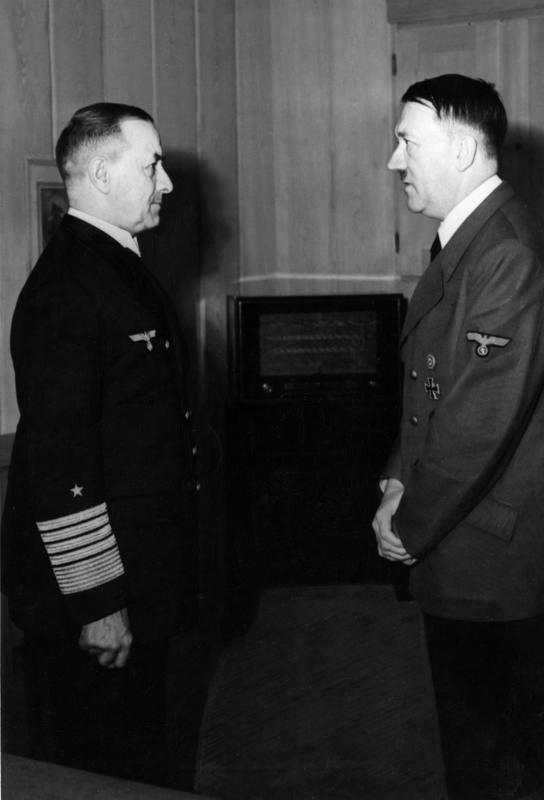
ヒトラー（右）により海軍総監に任命されるレーダー（1943年）

1939年9月1日、第二次世界大戦が勃発。レーダーは引き続き海軍総司令官として戦争指導に当たることとなった。ポーランド侵攻では海軍の出番は限定的であったが、翌1940年4月の北欧侵攻では重要な役割を担うこととなった。海軍は陸軍部隊をノルウェーへ輸送し、上陸とそれに続く内陸部侵攻を海上より支援して、作戦の成功に貢献した。しかし、イギリス海軍の攻撃により、ドイツ艦隊は多大な損害を被ることとなった。
1940年5月、ドイツはフランス侵攻を開始し、6月までにフランス全域を制圧下に置いた。これによってヨーロッパにおけるドイツの主敵はイギリスのみとなった。ドイツはイギリス本土上陸作戦「アシカ作戦」を計画した。実行された場合、レーダーはアシカ作戦中の上陸部隊や輸送部隊を守りきらなければならないが、圧倒的な力を誇るイギリス海軍を前に彼は守りきる自信がなかった。しかし、作戦の前提となる制空権の獲得は、バトル・オブ・ブリテンの敗北により失われ、またノルウェー侵攻で受けた海軍の損害も回復されず、アシカ作戦は実行することが出来なかった。
開戦以降のドイツ海軍の戦略は、通商破壊と現存艦隊主義を主軸に置いていた。大西洋でのUボートの活躍はイギリスの消耗を誘い、北海におけるティルピッツを中心とした艦隊の存在は、連合軍による対ソ援助船団の航行を困難なものとした。しかしながら、ドイツ海軍全体の劣勢は疑いようもなく、積極攻勢を仕掛けることは出来なかった。1942年になると、連合軍の対潜戦術も向上し、通商破壊も効果をあげることが出来なくなった。戦果の上げられない海軍（特に水上艦隊）に対して、ヒトラーは不満を抱くようになった。1942年12月31日、対ソ援助船団を攻撃するレーゲンボーゲン作戦の失敗は、ヒトラーの海軍への不信を決定的なものとした。ヒトラーはレーダーを呼び出し、役立たずの海上部隊を解体せよと命じた。この命令に絶望したレーダーは1943年1月30日に海軍総司令官を辞任した。辞任にあたってレーダーは後任としてロルフ・カールス上級大将を推薦したが、ヒトラーの意向で後任の総司令官にはデーニッツが選ばれた(後任としてカールスかデーニッツ、と推薦したのを、ヒットラーがカール・デーニッツと勘違いしたとも言われる)。レーダーは海軍監察総監と内閣枢密院顧問官という一種の名誉職に任じられ、終戦まで同職を務めた。

### 戦後

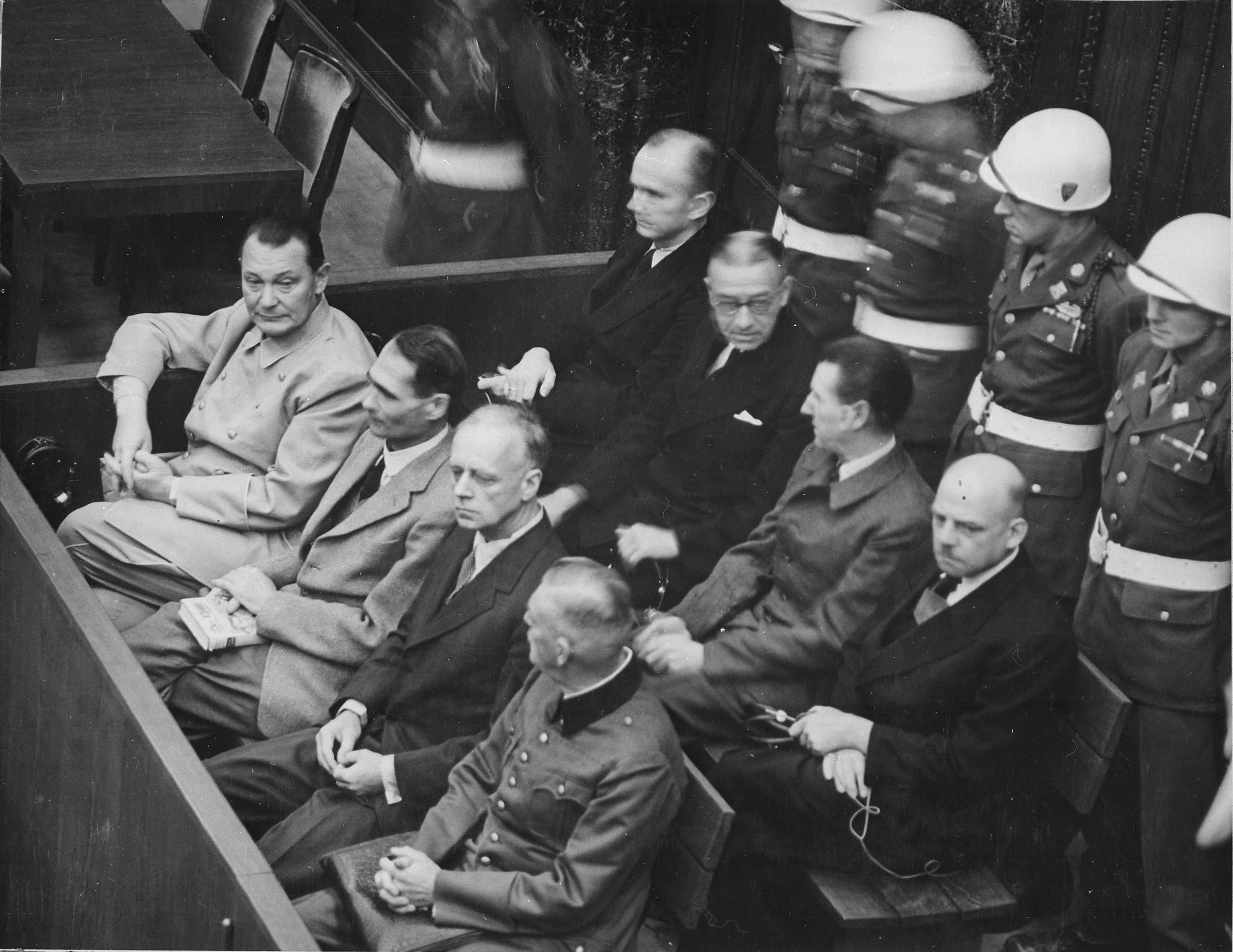
ニュルンベルク裁判の様子。前列左からゲーリング、ヘス、リッベントロップ、カイテル。後列左からデーニッツ、レーダー、シーラッハ、ザウケル。

ドイツ降伏後の1945年6月23日、レーダーは主要な戦犯の1人としてリヒテンベルクでソ連軍によって逮捕された。その後、モスクワ郊外にある収容施設に移送されたが、1945年10月20日にナチ戦犯を裁くニュルンベルク裁判の被告となったため、ニュルンベルクに拘置された。
裁判では、
1. 侵略戦争などの共謀への参加
2. 侵略戦争などの計画及び実行
3. 戦争犯罪
4. 非人道的犯罪

の4項目ごとに起訴が行われることとなっていた。レーダーは第4項を除く全てで起訴された。1946年10月、すべての項目で有罪とされ、終身刑が宣告された。70歳という高齢を理由に減刑を求めたが、これは却下された。レーダーはシュパンダウ刑務所に収監された。因みに、ニュルンベルク刑務所付心理分析官グスタフ・ギルバート大尉が、開廷前に被告人全員に対して行ったウェクスラー・ベルビュー成人知能検査によると、レーダーの知能指数は134で、フランツ・フォン・パーペンと並んで全被告人中第5位の知能の高さであった。
1955年9月26日、健康悪化を理由に釈放された。キールに居を構えたレーダーは、回想録『我が生涯 (Mein Leben) 』を書き上げた。1960年11月6日、西ドイツ国内のキールにある病院にて84歳で死去。葬儀はドイツ連邦海軍の主催で執り行われ、弔辞はデーニッツが読み上げた。遺体はキールのノルトフリートホーフ（de:Nordfriedhof (Kiel)）へ埋葬された。

## 栄典

### 外国勲章
- 1937年11月8日 - 勲一等旭日大綬章[5]
- 1942年9月26日 - 勲一等旭日桐花大綬章[6]

## 著作
- Der Krieg zur See （「巡洋艦作戦」[7]）1914 - 1918、1922年出版 - 日本未訳

1921年に政治的な事件で左遷された時期に執筆した。各種巡洋艦を世界各地に分遣して海上交通に補給を頼る島国の英国の補給路を遮断して、英国の戦争継続能力を奪う戦略論。のちのナチス・ドイツ海軍の艦隊再編計画や初期のレーダーによる通商破壊作戦の基礎的な戦略構想の原型があらわされている。
- Mein Leben、1956年出版 －　『余の生涯(レーダー提督の回顧録)』、海上自衛隊幹部学校(訳)、1975年